# Семенівська волость (Новозибківський повіт)
Семенівська волость — історична адміністративно-територіальна одиниця Новозибківського повіту Чернігівської губернії з центром у містечку Семенівка.
Станом на 1885 рік складалася з 10 поселень, 9 сільських громад. Населення — 14 451 особа (7039 чоловічої статі та 7412 — жіночої), 2502 дворових господарствих.
1919 року 4 повіти Чернігівської губернії (Мглинський, Новозибківський, Стародбський, Суразький) було включено до складу Гомельської губернії. 1923 року до складу волості увійшли села Карповичі та Тимоновичі ліквідованої Новоропської волості.
1925 року УСРР було повернуто колишню Семенівську волость Новозибківського повіту у повному складі.
|                     | Площа, десятин | У тому числі орної, дес. |
| ------------------- | -------------- | ------------------------ |
| Сільських громад    | 21641          | 17006                    |
| Приватної власності | 18858          | 4402                     |
| Казенної власності  | 1085           | 3                        |
| Іншої власності     | 274            | 211                      |
| Загалом             | 41858          | 21622                    |

Найбільші поселення волості на 1885 рік:
- Семенівка — колишнє державне й власницьке містечко при річки Ревна за 60 верст від повітового міста, 8853 особи, 190 дворів, 2 православні церкви, єврейська синагога, школа, 15 постоялих будинків, 18 лавок, 3 водяних і вітряний млини, крупорушка, шкіряний завод, щорічний ярмарок, базари. За 10, 12 і 25 верст — дігтярні заводи. За 18 верст — скляний завод.
- Іванівка — колишнє власницьке село при річці Рванець, 625 осіб, 128 дворів.
- Орликівка — колишнє власницьке село при річки Ревна, 793 особи, 139 дворів, православна церква, постоялий будинок, лавка, водяних млин, письмопаперова фабрика, пивоварний і винокурний заводи.
- Хотіївка — колишнє державне й власницьке село неподалік річки Десна, 2527 осіб, 423 двори, православна церква, постоялий будинок.

1899 року у волості налічувалось 12 сільських громади, населення зросло до 24 327 осіб (12 112 чоловічої статі та 12 215 — жіночої).